# Društvo livarjev Slovenije
Društvo livarjev Slovenije je stanovsko društvo v Sloveniji.

## Odlikovanja in nagrade
Leta 2000 je društvo prejelo častni znak svobode Republike Slovenije z naslednjo utemeljitvijo: »za zasluge pri strokovnem in gospodarskem razvoju livarske industrije v Sloveniji«.